# Хабово
Хабово (пол. Chabowo) — село в Польщі, у гміні Белиці Пижицького повіту Західнопоморського воєводства.
Населення — 247 осіб (2011).
У 1975-1998 роках село належало до Щецинського воєводства.

## Демографія
Демографічна структура станом на 31 березня 2011 року:
|          | Загалом | Допрацездатний вік | Працездатний вік | Постпрацездатний вік |
| -------- | ------- | ------------------ | ---------------- | -------------------- |
| Чоловіки | 117     | 27                 | 77               | 13                   |
| Жінки    | 130     | 36                 | 70               | 24                   |
| Разом    | 247     | 63                 | 147              | 37                   |